# CP-400 Color
CP-400 Color byl 8bitový mikropočítač od brazilské společnosti Prológica. Byl vydán v říjnu 1982 a šlo o první počítač společnosti, který podporoval barevnou grafiku. Byl kompatibilní s TRS-80 Color Computer II.

## Historie
CP-400 byl vyvíjen po dobu 10 měsíců. Celkové náklady na vývoj činily až 1 miliardu brazilských cruzeiro. Byl vydán 2. října 1984 za cenu 900 000 Cr$. V srpnu příštího roku ho začala Prológica exportovat spolu s CP-200 do Argentiny.
V roce 1985 se začaly prodeje zařízení po vydání TK90X a brazilských modelů MSX propadat. Produkce byla ukončena na začátku roku 1987.

## Hardware
Počítač byl poháněn 8bitovým procesorem Motorola 6809E o frekvenci 0,89 MHz. Měla úložiště ROM o velikosti 16 kilobajtů; nesloužilo ale k ukládání dat, protože bylo celé vyhrazeno interpetu BASICu. CP-400 byl prodáván ve dvou verzích; jedna měla 16 kilobajtů RAM, zatímco druhá měla 32 kB. Jako datové médium používal cartridge s maximální kapacitou 16 kB, pro které měl vestavěnou mechaniku. Mohl používat i diskety, k tomu ale bylo nutné rozšířit RAM na 64 kB.
Na zadní straně zařízení se nacházel sériový port pro periferie RS-232C a port pro kazetovou mechaniku. U kazet podporovalo rychlost zápisu o výši 1 500 baudů.
Jako první zařízení od Prológicy podporoval CP-400 barevnou grafiku; dokázal zobrazit cekem 9 barev. Používal šest grafických režimů:
- textový: 32 znaků po 16 řádcích
- semigrafický režim: 64 znaků po 32 řádcích
- grafický režim nízkého rozlišení: 128x96 pixelů
- grafický režim středního rozlišení: 128x192 pixelů
- grafický režim vysokého rozlišení: 256x192 pixelů

Také podporoval zvuk, ale neměl vestavěný reproduktor. Výstup zajišťoval VF modulátor a grafický čip Motorola MC6847. Jako výstupní zařízení bylo možné použít televizi systému PAL-M nebo počítačový monitor. Jako první mikropočítač vyráběný v Brazílii používal silikonovou membránovou klávesnici, ale díky malé velikosti jejích 55 kláves nebylo její používání příliš přesné či pohodlné.
Vnější vzhled zařízení navrhl Luciano Deviá, absolvent polytechnické univerzity v Turíně.

## Software
Hned po vydání CP-400 začala Prológica prodávat přes 20 videoher a programů s ním kompatibilním. Mezi nimi byly například programy Protexto (editor textu), Procale (editor spreadsheetů) a Prodados (správce souborů).
Zařízení využívalo programovací jazyk Color BASIC 1.0, a tak bylo kompatibilní s TRS-80 Color Computer II. Bylo také kompatibilní s konkurenčním TK2000 od firmy Microdigital.

## Modely
První model zařízení byl postižen četnými problémy ohledně chlazení a elektrického napětí, které často vedly ke korupci dat v paměti.

### CP-400 Color II

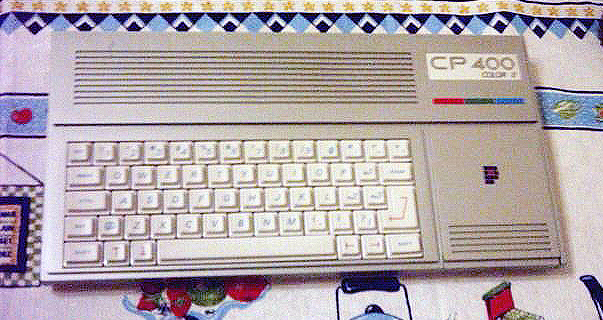
CP-400 Color II

V roce 1985 vydala Prológica druhý model CP-400, označený jako CP-400 Color II. Opravil problémy předchozího modelu týkající se přehřívání a korupce paměti a byl vybaven vylepšenou klávesnicí, podobnou těm notebookovým. Klávesnice byla marketována jako "profesionální" a přibyly k ní tři nové klávesy (P1, P2 a P3), sloužící k programování v assembleru.
Prodával se pouze ve verzi s 64 kilobajty RAM.